# Андерсон, Лиза
Лиза Андерсон (англ. Lisa Anderson, род. 16 октября 1950) — американский политолог и бывший президент Американского университета в Каире (AUC).

## Исследования и карьера
Будучи специалистом по политике Ближнего Востока и Северной Африки, Андерсон занимала пост президента Американского университета в Каире с 2011 по 2016 год; до этого, с 2008 по 2010 год — пост проректора AUC. До прихода в AUC Андерсон работала профессором международных отношений Джеймса Т. Шотвелла в Колумбийском университете, деканом Колумбийской школы международных и общественных отношений, заведующим кафедрой политологии и директором Института Ближнего Востока. Ранее она была доцентом кафедры государственного управления и социальных исследований в Гарвардском университете.
Андерсон объявила о своём уходе из AUC в июне 2015 года, вскоре после того, как референдум Студенческого союза AUC зарегистрировал рейтинг неодобрения её руководства на уровне 97%, что было связано в том числе с многочисленными спорными финансовыми решениями. В референдуме приняли участие около 2600 студентов и сотрудников.

## Сотрудничество
Андерсон — бывший президент Ассоциации изучения Ближнего Востока (MESA) и бывший председатель правления Совета по исследованиям в области социальных наук. Андерсон также бывший член Совета Американской ассоциации политических наук и входила в правление Совета Карнеги по этике в международных отношениях. Она является почётным членом правления Human Rights Watch, где она была сопредседателем Human Rights Watch/Middle East, сопредседателем Международного консультативного совета Фонда Александра фон Гумбольдта и членом Международного консультативного совета Всемирного конгресса по изучению Ближнего Востока. Она также является членом Совета по международным отношениям.

## Образование
Андерсон имеет степень бакалавра искусств Колледжа Сары Лоуренс и степень магистра права и дипломатии Школы Флетчера Университета Тафтса. Она получила степень доктора политических наук в Колумбийском университете в 1981 году, где она также получила сертификат Института Ближнего Востока. Её академические исследования сосредоточены на формировании государства, смене режима и экономическом и политическом развитии на Ближнем Востоке.

## Признание
В 2002 году Андерсон получила звание почётного доктора права Университета Монмута. Осенью 2013 года она посетила Американскую академию в Берлине в качестве почётного гостя Ричарда Холбрука. В 2015 году она получила почётную степень Американского университета в Париже и была избрана членом Американской академии искусств и наук.

## Избранные публикации
- Pursuing Truth, Exercising Power: Social Science and Public Policy in the Twenty-first Century (Columbia University Press, 2003)[11]
- The State and Social Transformation in Tunisia and Libya, 1830–1980 (Princeton University Press, 1986)[12]
- Transitions to Democracy, Editor (Columbia University Press, 1999)[13]
- The Origins of Arab Nationalism (co-editor; Columbia University Press, 1991)[14]